# Carex bathiei
Carex bathiei är en halvgräsart som beskrevs av Augustin Abel Hector Léveillé. Carex bathiei ingår i släktet starrar, och familjen halvgräs. Inga underarter finns listade i Catalogue of Life.